# برادلي فيش
برادلي فيش (بالإنجليزية: Bradley Fish)‏ هو مغني أمريكي، ولد في 1970.

## وصلات خارجية
- برادلي فيش على موقع ميوزك برينز (الإنجليزية)